# أدب غربي

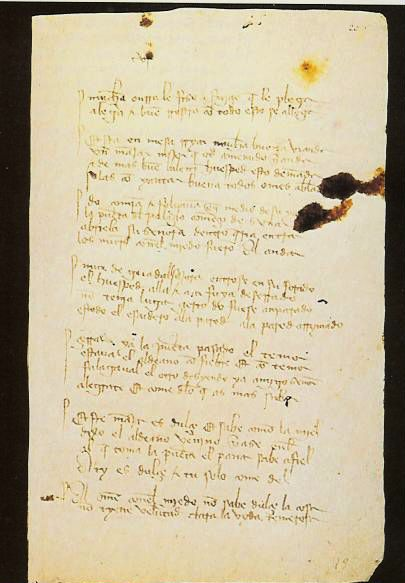

الأدب الغربي (بالإنجليزية: Western literature)‏ ويُعرف أيضاً باسم الأدب الأوروبي (بالإنجليزية: European literature)‏، هو الأدب المكتوب في سياق الثقافة الغربية في لغات أوروبا، بما فيها اللغات التي تنتمي إلى عائلة اللغات الهندو أوروبية بالإضافة إلى العديد من اللغات ذات الصلة الجغرافية والتاريخية مثل البشكنشية والمجرية. يعتبر الأدب الغربي أحد العناصر المميزة للحضارة الغربية.
يشمل الأدب الغربي الأعمال المكتوبة في عديد من اللغات:
- أدب أمريكي
- أدب أسترالي
- أدب برازيلي
- أدب بريطاني
- أدب بلغاري
- أدب كندي
- أدب كاتالوني
- أدب تشيكي
- أدب دنماركي
- أدب هولندي
- أدب إنجليزي
- أدب ألماني
- أدب يوناني
  - أدب يوناني قديم
- أدب مجري
- أدب فنلندي
- أدب فرنسي
- أدب أيرلندي
- أدب إيطالي
- أدب لاتيني
- أدب نرويجي
- أدب بولندي
- أدب برتغالي
- أدب روسي
- أدب صربي
- أدب إسباني
- أدب سويدي
- أدب أوكراني
- أدب ويلزي

## الأدب الأوروبي في الفترة الكلاسيكية

### الأدب اليوناني القديم
يشير الأدب اليوناني القديم إلى الأدب المكتوب باللغة اليونانية القديمة من أقرب النصوص تقريبًا حتى صعود الإمبراطورية البيزنطية. أشهر ما وصل منه كانت ملحمتي الإلياذة والأوديسة لهوميروس. تحتل المسرحية الشعرية بجانبيها التراجيدي والكوميدي المقام الأرفع في الأدب الإغريقي. وتركت المسرحية الإغريقية بصماتها على تراث العالم المسرحي كله. أما في النثر الفني، فقد وضعوا القصص على ألسنة الحيوان.

### الأدب اللاتيني
يشمل الأدب اللاتيني إلى المقالات والتاريخ والقصائد والمسرحيات والكتابات الأخرى المكتوبة باللغة اللاتينية. بدأ انتشار الأدب اللاتيني في القرن الثالث قبل الميلاد تقريبًا، واستغرق الأمر فترة قرنين من الزمن ليصبح هو الأدب السائد في روما القديمة، مع وجود العديد من الرومان المتعلمين، حيث كانت القراءة والكتابة لا تزالان باللغة اليونانية القديمة. وفي وقت متأخر وضع ماركوس أوريليوس للأدب اللاتيني طرقًا مختلفة عديدة ليصبح أدبًا مستقلًا ولكنه ظل امتدادًا للأدب اليوناني.

## الأدب الأوروبي في اللغات الرومانسية

### الأدب الكتالوني
الأدب الكتالوني هو الاسم الذي يستخدم تقليديًا للإشارة إلى الأدب المكتوب باللغة الكاتالونية. كان يُعنى به الأدب المكتوب باللغة الكتالانية من أي مكان، بحيث يشمل الكتاب والأدباء من بلنسية، جزر البليار ومجموعات السكان الناطقين بالكاتالونية. والأدب الكاتالوني هو الفرع الثاني من آداب شبه جزيرة أيبيريا، وهو فرع أدبي خاص له استقلاليته التامة يعتمد على اللغة اللاتينية الجديدة، ويقيم بلغته علاقة قرابة مع لغة البروفانس، بروفانس هي مقاطعة فرنسية. تنتشر اللغة الكاتالونية في مدن الشرق الإسباني برشلونة وبلنسية، وتختلف في أصولها ومتونها عن اللغة الإسبانية.

### الأدب الفرنسي
الادب الفرنسي يقصد به الجزء المدون الذي بدأ بالملحمة المعروفة أناشيد البطولة، ويستبعد منه أدب البروفنسال، والأدب اللاتيني الذي ساد العصور الوسطى. وكانت هذه الملحمة تغنى بالغرب المسيحي، ثم تطورت الملاحم، ودخلها كثير من التغيير، وظهرت في صورة قصص خيالية منظومة منها قصة الوردة وقصة الثعلب رينار وغير ذلك من القصص القصيرة المنظومة على لسان الحيوان، التي تدخل في الأدب الشعبي بمعناه الحديث. وفي القرنين الثاني والثالث عشر، ظهر الشعر الغنائي الذي نبغ فيه كرستين دي بسان، وشارل دوق أورليان، وفرانسوا فيللون. وبدأ النثر بكتابة التاريخ وتسجيل الأحداث، ونبغ من المؤرخين: فيلهاردوان، وجوردان فليو، وكومين. ثم ظهرت المسرحية التي اتخذت من المعجزات موضوعًا، وازدهرت في أواخر العصور الوسطى وظلت حتى القرن 16 أكثر الفنون الأدبية انتشارًا. وفي عصر النهضة، كان الاتجاه صوب الأدب اليوناني واللاتيني، وجمع الكتاب بين الأدب الفرنسي القديم وهذا الاتجاه، ومن هؤلاء: مونتيني وكالفن، ولكن الاتجاه نحو الأدب الإيطالي وجد معارضين، تزعمهم: بير دو رونسار، والناقد مالرب، الذي بدأ يهتم باختيار اللفظ السليم. وفي ظل حكم آل بوربون، استقرت الأمور، وأصبحت باريس مركزًا ثقافيًا ممتازًا. ثم جاء القرن السابع عشر، حيث العصر الذهبي للأدب الفرنسي، وفيه بلغ الأدب المسرحي ذروته، بفضل كورني، وراسين، وموليير وارتقى الشعر الغنائي والهجاء بفضل جان دي لافونتين، وبوالو. وبلغ النشر الفني الكمال في مؤلفات بليز باسكال، ومدام دي سيفيني وبوسويه ومدام دي لافاييت، ولاروش فوكو، وجان دي لا برويير.

### الأدب الإيطالي
الأدب الإيطالي هو الأدب المكتوب باللغة الإيطالية وخصوصًا داخل إيطاليا. يمكن أن يشير أيضًا إلى الأدب المكتوب من قبل الإيطاليين في إيطاليا أو باللغات الأخرى المستخدمة في إيطاليا، وهي غالبًا لغات ترتبط ارتباطًا وثيقًا بالإيطالية الحديثة.

### الأدب البرتغالي
الأدب البرتغالي هو الأدب المكتوب باللغة البرتغالية. بدأ ظهوره بالشعر الغنائي في الأغاني التي جمعت فيما بعد، ونشرت بعنوان: كتب الأغاني، والتي تم تأليفها في عهد الملك ألفونسو الثالث، الذي كان يشجع على الكتابة الشعرية، وحذا حذوه ابنة الملك دينيس. وتشبه هذه الأغاني في مجموعها أغاني البروفنسال، إلا أنها تتميز عنها بطابعها الخاص، وبأوزانها البرتغالية والغاليسية.

### الأدب الإسباني
الأدب الإسباني هو الأدب المكتوب باللغة الإسبانية، إلا أنه ليس بالضرورة أن يكون داخل إسبانيا، حيث أن الأدب الإسباني في أمريكا اللاتينية يدخل ضمنه. ويعد ميجيل دي ثيربانتس أشهر روائي عرفته إسبانيا، فيما تعد روايته دون كيخوتي العمل الأكثر رمزية في الأدب الإسباني.

## الأدب في اللغات الرومانسية الأخرى
يشتمل الأدب المكتوب باللغات الرومانسية الأخرى على الأدب الأرغواني والبروفنسالي الفرنسي والوالوني.

### الأدب البروفنسالي الفرنسي
الأدب البروفنسالي هو الأدب المكتوب باللغة البروفنسالية الفرنسية، وهي لغة رومانسية بلهجات مختلفة تشكل مجموعة لغوية فرعية منفصلة عن لغة دوي ولغة دوك.

### الأدب الوالوني
الأدب الوالوني هو الأدب المكتوب باللغة الوالونية.

## الأدب الأوروبي في اللغات الجرمانية

### الأدب الإنجليزي
الأدب الإنجليزي هو الأدب المكتوب باللغة الإنجليزية، ويعتبر شكسبير من أهم الادباء الإنجليز الذين ساهموا في تغذية الأدب العالمي.

### الأدب الجرماني
يشتمل الأدب الجرماني على الأدب النمساوي والسويسري واللوكسمبورغي.

#### الأدب الألماني
الأدب الألماني هو أدب الأمم الناطقة باللغة الألمانية في وسط أوروبا، ويضم آثارًا أدبية من ألمانيا والنمسا وسويسرا ومن مناطق متاخمة مثل الألزاس وبوهيميا وسيليزيا. ويتميز ببعده عن المركزية ز ويحرص الأدباء والشعراء على تأكيد فرديتهم ونفورهم من القواعد الأكاديمية المفروضة، وسعيهم إلى تصوير علاقة الإنسان بخالقه وبالطبيعة التي تحيط به، وبظمئهم إلى المعرفة كما تجسد في قصة فاوست التي قرأها الناس كتابًا شعبيًا في عام 1587، ثم صاغ منها غوته درته المسرحية فاوست، وتناولها توماس مان في رواية دكتور فاوستوس.

## الأدب الجرماني الشمالي

### الأدب الدنماركي
الأدب الدنماركي هو الأدب المكتوب باللغة الدنماركية.

### الأدب السويدي
الأدب السويدي هو الأدب المكتوب باللغة السويدية.

### الأدب التشيكي
الأدب التشيكي هو الأدب المكتوب باللغة التشيكية. يرجع تاريخه إلى القرن 11. كان نسيج هذا الأدب، قبل القرن 15، يتألف في معظمه من بعض الوقائع التاريخية المدونة باللغة اللاتينية، إلى جانب عدد من الأناشيد المكتوبة باللغة التشيكية، وكذلك بعض القصص العاطفية المنظومة، التي تتناول موضوعات ذات طابع عالمي، كموضوع (تريستان وايزولدة ). ويدخل في هذا النسيج أيضًا بعض الأقاصيص عن أعمال البطولة والفروسية، المنسوبة إلى الشخصيات الفذة، من أمثال الإسكندر الأكبر، وكذلك مؤلفات الأديب الريفي المتصوف بيترتسشيلسكي.

### الأدب الروسي
الأدب الروسي هو الأدب المكتوب باللغة الروسية. يحتوي الأدب الروسي على عدد من الروائع التي تعتبر من أعظم الأعمال الأدبية العالمية، خاصة في مجالي الرواية والشعر، ويعكس هذا الأدب تأثرًا كبيرًا بالتطورات التاريخية التي طرأت على روسيا كاعتناق المسيحية والغزو التتاري. وظهرت أعظم الأعمال الشعرية والنثرية والمسرحية الروسية في القرن التاسع عشر الميلادي. كانت بدايات الأدب الروسي عام 988، وكان معظمه في تلك الفترة دينيًا على شكل مواعظ وأناشيد وسير للقديسين. وقد كتب رجال الدين الجزء الأكبر من هذا الأدب، وكانوا أيضا قرّاءه. أما الأدب اللاديني فأهم عمل فيه هو التواريخ، إذ كانت عاصمة كل إمارة تحتفظ بسجل تؤرخ فيه الأحداث، وأهم أعمال تلك الفترة المبكرة القصيدة الملحمية النثرية أنشودة حملة إيغور، التي كتبها مؤلف مجهول في أواخر القرن الثاني عشر الميلادي.

### الأدب الأوكراني
الأدب الأوكراني هو الأدب المكتوب باللغة الأوكرانية وخصوصًا داخل أوكرانيا. يمكن أن يشير أيضًا إلى الأدب المكتوب من قبل الأوكرانيين في أوكرانيا وخارجها أو الأدب المكتوب بلغات أخرى ومنشور في أوكرانيا.

### الأدب الأوروبي في اللغات الفنلندية الأوغرية

#### الأدب الفلندي
الأدب الفنلندي هو الأدب الذي كـُتب في فنلندا. كانت لنصوص الأولى إما باللغة السويدية أو باللاتينية خلال العصور الوسطى الفنلندية (حوالي 1200 - 1523). ثم تطور أدب اللغة الفنلندية ببطء من القرن السادس عشر فصاعدًا. كان عصر الرومانسية الوطنية بمنتصف القرن التاسع عشر أول ذروة فنية للأدب الفنلندي. كـُتبت معظم الأعمال الهامة في ذاك عصر باللغة السويدية أو على نحو متزايد في بالفنلندية، ودارت حول تحقيق أو الحفاظ على هوية الفنلندية قوية.

### الأدب الأوروبي في اللغات الأخرى

#### الأدب الدنماركي
الأدب الدنماركي هو الأدب المكتوب باللغة الدنماركية، في الدنمارك أو خارجها.

## انظر ايضًا
- أدب القرون الوسطى.
- أدب عصر النهضة.
- الأدب الأنجلوساكسوني.
- أدب أيرلندي.
- أدب تركي.
- شعر عثماني.
- أدب أفريقي.
- أدب أمريكا اللاتينية.